# Hope Floats
Hope Floats, titulada en español Vientos de esperanza en Hispanoamérica y Siempre queda el amor en España, es una película dramática estrenada el 29 de mayo de 1998 en Estados Unidos y el 9 y 15 de octubre del mismo año en España y Argentina, respectivamente. Protagonizada por Sandra Bullock, Harry Connick, Jr. y Gena Rowlands. Dirigida por Forest Whitaker.

## Argumento
Birdee Pruitt (Sandra Bullock) parece tenerlo todo en la vida; lleva años felizmente casada, tiene una casa preciosa y una hija maravillosa, Bernice (Mae Whitman). Sin embargo toda su vida se desmoronará cuando su marido (Michael Paré) le confiese en un programa de televisión que le está siendo infiel con su mejor amiga, Connie.
Destrozada y humillada tras esta noticia Birdee tendrá que comenzar de cero y decide trasladarse, junto a su hija, al pueblo donde nació y creció, Smithville, Texas. Una vez en casa de su madre (Gena Rowlands) intentará poner en orden su vida, pero no será fácil. Lidiará con una hija que echa mucho de menos a su padre, con una madre extravagante y con un nuevo pretendiente, Justin Matisse (Harry Connick, Jr.), que tratará de conquistar a Birdee.

## Reparto
- Sandra Bullock como Birdee Pruitt.

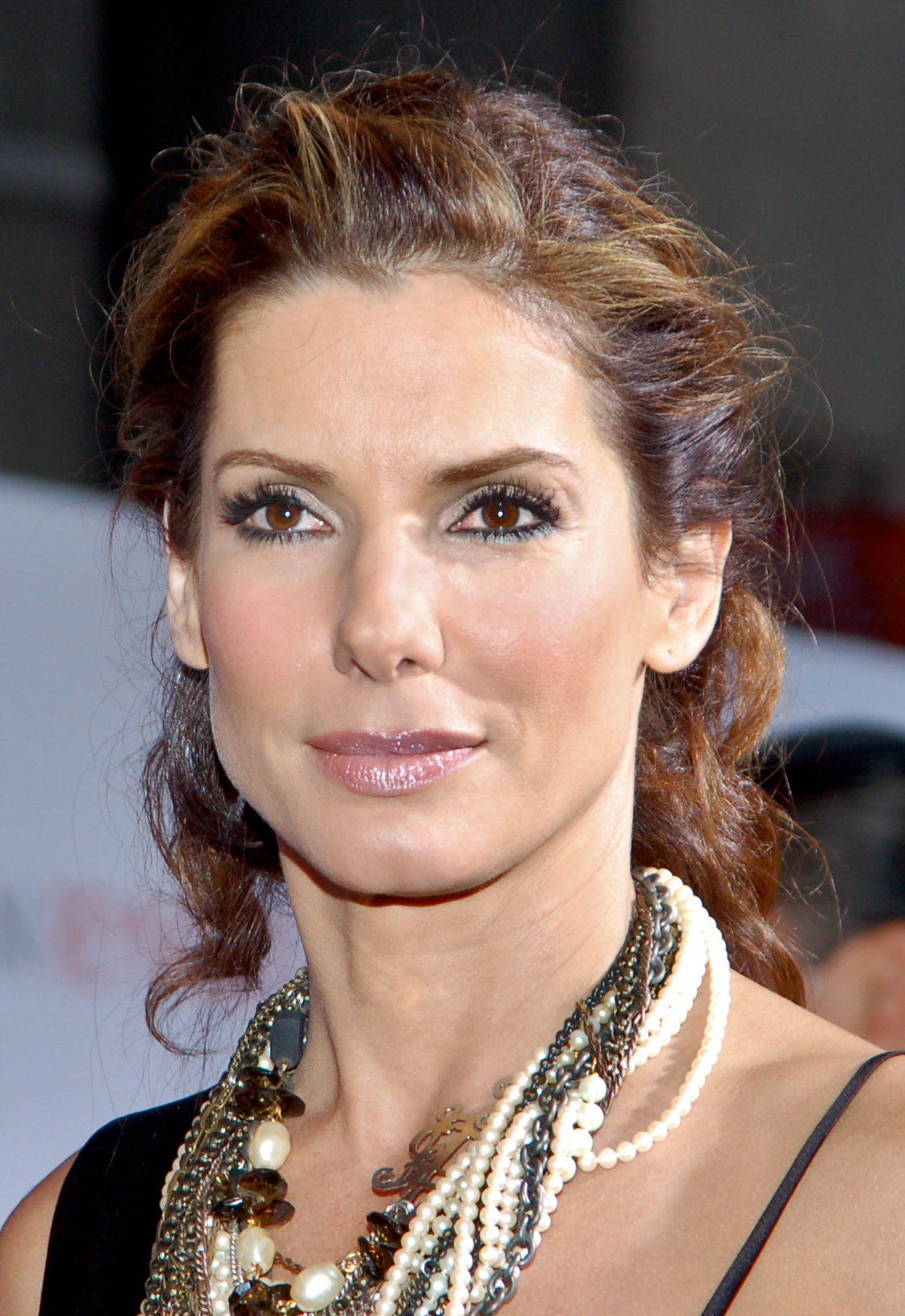
Sandra Bullock como Birdee Pruitt.

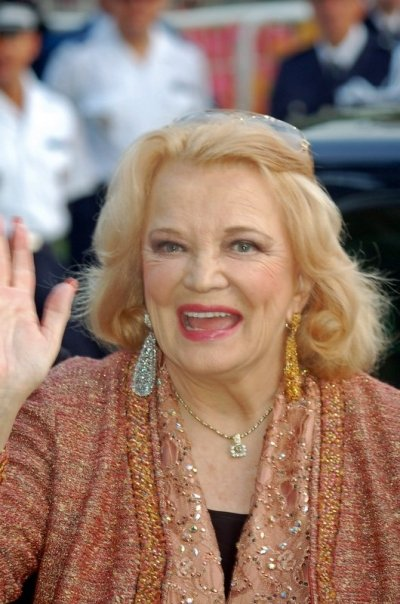
Gena Rowlands como Ramona Calvert.

- Harry Connick, Jr. como Justin Matisse.
- Gena Rowlands como Ramona Calvert.
- Mae Whitman como Bernice Pruitt.
- Michael Paré como Bill Pruitt.
- Kathy Najimy como Toni Post.
- Rosanna Arquette como Connie (cameo).

## Producción
Se rodó entre el 12 de mayo y el 18 de julio de 1997. Se rodó en diversas localizaciones del estado de Texas, como Austin, La Grange y Smithville; así mismo se rodaron las escenas iniciales en la ciudad de Chicago. Sandra Bullock consiguió financiación por parte de la productora 20th Century Fox a cambio de participar en Speed 2: Cruise Control (1997), además la actriz debutó como productora con este largometraje.

## Recepción

### Respuesta crítica
Según la página de Internet Rotten Tomatoes obtuvo un 25% de comentarios positivos. Philip Martin describió la película como "horrible, horrible, horrible". Kevin Lally escribió que "la primera mitad de este vehículo para lucimiento de Sandra Bullock es encantadora y perspicaz, pero es muy decepcionante ver como la historia va perdiendo fuelle hacia la mitad de la película". Según la página de Internet Metacritic obtuvo críticas mixtas, con un 42%, basado en 19 comentarios de los cuales 4 son positivos.

### Taquilla
Estrenada en 2.367 cines estadounidenses debutó en segunda posición con 14 millones de dólares, con una media por sala de 6.004 dólares, por delante de Deep Impact y por detrás de Godzilla. Recaudó en Estados Unidos 60 millones. Sumando las recaudaciones internacionales la cifra asciende a 81 millones. El presupuesto estimado invertido en la producción fue de 30 millones.

### Estrenos internacionales
| País                                                                          | Fecha de estreno                   |
| ----------------------------------------------------------------------------- | ---------------------------------- |
| Alemania                                                                      | Jueves 7 de enero de 1999          |
| Argentina                                                                     | Jueves 29 de octubre de 1998       |
| Australia                                                                     | Jueves 8 de octubre de 1998        |
| Austria                                                                       | Viernes 8 de enero de 1999         |
| Bélgica                                                                       | Miércoles 23 de septiembre de 1998 |
| Belice · Costa Rica · El Salvador · Guatemala · Honduras · Nicaragua · Panamá | Viernes 16 de octubre de 1998      |
| Bolivia                                                                       | Jueves 19 de noviembre de 1998     |
| Brasil                                                                        | Viernes 13 de noviembre de 1998    |
| Bulgaria                                                                      | Viernes 18 de diciembre de 1998    |
| Chile                                                                         | Jueves 26 de noviembre de 1998     |
| Chipre                                                                        | Viernes 27 de noviembre de 1998    |
| Colombia                                                                      | Viernes 27 de noviembre de 1998    |
| Corea del Sur                                                                 | Sábado 7 de noviembre de 1998      |
| Croacia                                                                       | Jueves 11 de febrero de 1999       |
| Dinamarca                                                                     | Viernes 18 de septiembre de 1998   |
| Ecuador                                                                       | Viernes 20 de noviembre de 1998    |
| Egipto                                                                        | Miércoles 3 de marzo de 1999       |
| Emiratos Árabes Unidos                                                        | Miércoles 13 de enero de 1999      |
| Eslovenia                                                                     | Jueves 3 de septiembre de 1998     |
| España                                                                        | Viernes 9 de octubre de 1998       |
| Estados Unidos · Canadá                                                       | Viernes 29 de mayo de 1998         |
| Estonia                                                                       | Viernes 20 de noviembre de 1998    |
| Filipinas                                                                     | Miércoles 19 de agosto de 1998     |
| Finlandia                                                                     | Viernes 8 de enero de 1998         |
| Francia                                                                       | Miércoles 23 de septiembre de 1998 |

| País                         | Fecha de estreno                  |
| ---------------------------- | --------------------------------- |
| Grecia                       | Viernes 27 de noviembre de 1998   |
| Hong Kong                    | Jueves 3 de septiembre de 1998    |
| Hungría                      | Jueves 24 de septiembre de 1998   |
| India                        | Viernes 22 de enero de 1999       |
| Indonesia                    | Miércoles 2 de septiembre de 1998 |
| Islandia                     | Viernes 18 de septiembre de 1998  |
| Israel                       | Jueves 22 de octubre de 1998      |
| Italia                       | Viernes 28 de agosto de 1998      |
| Jamaica                      | Miércoles 17 de junio de 1998     |
| Japón                        | Sábado 13 de marzo de 1999        |
| Letonia                      | Viernes 1 de enero de 1999        |
| Líbano                       | Viernes 20 de noviembre de 1998   |
| Lituania                     | Viernes 18 de diciembre de 1998   |
| Malasia                      | Jueves 20 de agosto de 1998       |
| México                       | Viernes 6 de noviembre de 1998    |
| Noruega                      | Viernes 4 de diciembre de 1998    |
| Nueva Zelanda                | Jueves 15 de octubre de 1998      |
| Países Bajos                 | Jueves 24 de septiembre de 1998   |
| Paraguay                     | Viernes 25 de diciembre de 1998   |
| Perú                         | Viernes 13 de noviembre de 1998   |
| Polonia                      | Viernes 27 de noviembre de 1998   |
| Portugal                     | Viernes 4 de diciembre de 1998    |
| Puerto Rico                  | Jueves 4 de junio de 1998         |
| Reino Unido Irlanda          | Viernes 13 de noviembre de 1998   |
| República Checa · Eslovaquia | Jueves 21 de enero de 1999        |
| República Dominicana         | Jueves 1 de octubre de 1998       |
| Rumania                      | Viernes 11 de diciembre de 1998   |
| Rusia                        | Viernes 5 de febrero de 1999      |
| Serbia y Montenegro          | Jueves 10 de diciembre de 1998    |
| Singapur                     | Jueves 13 de agosto de 1998       |
| Sudáfrica                    | Viernes 28 de agosto de 1998      |
| Suecia                       | Viernes 18 de septiembre de 1998  |
| Suiza                        | Miércoles 6 de enero de 1999      |
| Tailandia                    | Viernes 4 de septiembre de 1998   |
| Taiwán                       | Sábado 12 de septiembre de 1998   |
| Turquía                      | Viernes 13 de noviembre de 1998   |
| Ucrania                      | Viernes 5 de febrero de 1999      |
| Uruguay                      | Viernes 30 de octubre de 1998     |
| Venezuela                    | Miércoles 11 de noviembre de 1998 |